# Kaleń (województwo zachodniopomorskie)
Kaleń – wieś w Polsce, położona w województwie zachodniopomorskim, w powiecie kamieńskim, w gminie Świerzno.
| SIMC    | Nazwa   | Rodzaj    |
| ------- | ------- | --------- |
| 0784220 | Grębice | część wsi |

W latach 1975–1998 miejscowość administracyjnie należała do województwa szczecińskiego.
Głównym źródłem utrzymania mieszkańców są gospodarstwa rolne, praca w sektorze usługowym, a także renty i 
emerytury w przypadku osób starszych. We wsi Kaleń działa: Ochotnicza Straż Pożarna, świetlica wiejska, specjalistyczne gospodarstwo drobiarskie, sklep.